# Karolína
Karolína (někdy také krátce Karolina, Karolin) je ženské křestní jméno německého původu. Podle českého kalendáře má svátek 14. července.
Jedná se o ženský protějšek jména Karel, v cizích jazycích jsou odpovídající jména Charlotte, Caroline, ale také Lotte či Lola. Základem jména je germánské obecné jméno karlaz a staroněmecké kar(a)l s významem muž nebo chlap. Když se franští majordomové tohoto jména pozvolna zmocňovali franského trůnu a Karel Veliký vytvořil obrovskou říši, rozšířilo se toto jméno i za hranice ve významu panovník, ze kterého vzniklo české král, polské król, jihoslovanské kralj i maďarské király.

## Domácké podoby
Kája, Karlička, Karlinka, Karolínka, Karolka, Kajolka, Karlunka, Karluška, Lina, Linka

## Statistické údaje
Následující tabulka uvádí četnost jména Karolína v ČR a pořadí mezi ženskými jmény ve srovnání dvou roků, pro které jsou dostupné údaje MV ČR – lze z ní tedy vysledovat trend v užívání tohoto jména:
| Rok  | Četnost | Pořadí |
| 1999 | 12 190  | 82.    |
| 2002 | 13 679  | 79.    |
| 2007 | 22 421  | 62.    |
| 2012 | 30 831  |        |

### Obliba jména
Následující přehled vývoje oblíbenosti křestního jména Karolína je sestaven podle údajů ČSÚ, vždy v lednu daného roku.
| Rok    | 2004 | 2005 | 2006 | 2007 | 2008 | 2009 | 2010  | 2011 |
| Pořadí | 11.  | 6.   | 7.   | 2.   | 6.   | 4.   | 4.–5. | 5.   |

## Podobná jména
- Karla
- Karola
- Karlota
- Šarlota

## Známé nositelky jména
- Karolína Augusta Bavorská, rakouská císařovna a česká a uherská královna
- Karolina Brunšvická, britská královna
- Karolína Erbanová, česká rychlobruslařka
- Karolina Francová, česká spisovatelka
- Karolina Kamberská, česká písničkářka a kytaristka
- Karolina Kózka, polská mučednice
- Karolína Kurková, česká modelka
- Karolína Plíšková, česká tenistka
- Karolina Slunéčková, česká herečka
- Karolina Světlá, česká spisovatelka
- Karolina Tolkachová, ukrajinská modelka
- Karolína Peake, česká politička

## Jiné
- Severní Karolína – stát USA
- Jižní Karolína – stát USA
- Důl Karolina – bývalý důl v Ostravě